# هور (سوئد)
شهر هور (به سوئدی: Höör) در بخش هور در کشور سوئد واقع شده‌است. جمعیت این شهر ۱۲۲۹٫۵۳  نفر است.